# Joana I de Flandes
Joana de Flandes o Joana d'Hainaut o Joana de Constantinoble, (1194 /1200 - abadia del Repos de Notre-Dame de Marquette 5 de desembre de 1244) fou comtessa de Flandes i d'Hainaut de 1205 a 1244. Era la filla gran de l'emperador Balduí I de Constantinoble (que a Flandes era Balduí IX i a Hainaut era Balduí VI) i de Maria de Xampanya (1174-1204).
Havent mort els seus pares a les Croades, fou criada a París sota la tutela del rei Felip II de França, que la va casar amb Ferran de Portugal el 1212. Aquest últim es va girar aviat contra el seu senyor feudal francès, provocant una guerra que va acabar amb la derrota de Bouvines i l'empresonament del jove comte. Joana va governar llavors sola els comtat de Flandes i d'Hainaut. Va haver d'enfrontar la rivalitat amb la seva pròpia germana Margarida, després la sedició als seus comtats dirigida per un impostor que pretenia ser el seu pare. Al final d'aquesta guerra civil, el seu espòs Ferran fou alliberat, però va morir poc després. Es va casar en segones noces amb Tomàs II de Savoia.
La comtessa Joana va tenir una política favorable al desenvolupament econòmic dels seus comtats i va atorgar nombroses cartes de franquícies a les ciutats flamenques. Va tenir un paper important en el desenvolupament dels ordes mendicants dels beguíes, les victorines i les comunitats hospitalàries als seus comtats, sense negligir però els ordres tradicionals. Sota el seu regnat, les fundacions femenines, rares abans, es van multiplicar, transformant el lloc de les dones en la societat i a l'església.
El Perceval o el Conte del Graal (tercera continuació), una de les novel·les del Conte del Graal va ser redactada per a Joana de Constantinoble, igual com la Vida de santa Marta de Wauchier de Denain. La primera novel·la en llengua neerlandesa Van den vos Reynaerde, va ser redactada per un clergue del seu cercle.
Fins al segle xix, Joana de Constantinoble va conservar una imatge molt negativa, fins que fou rehabilitada pels historiadors. Existeix diverses representacions pintades o esculpides de la comtessa a França i a Bèlgica.

## Biografia

### Joventut

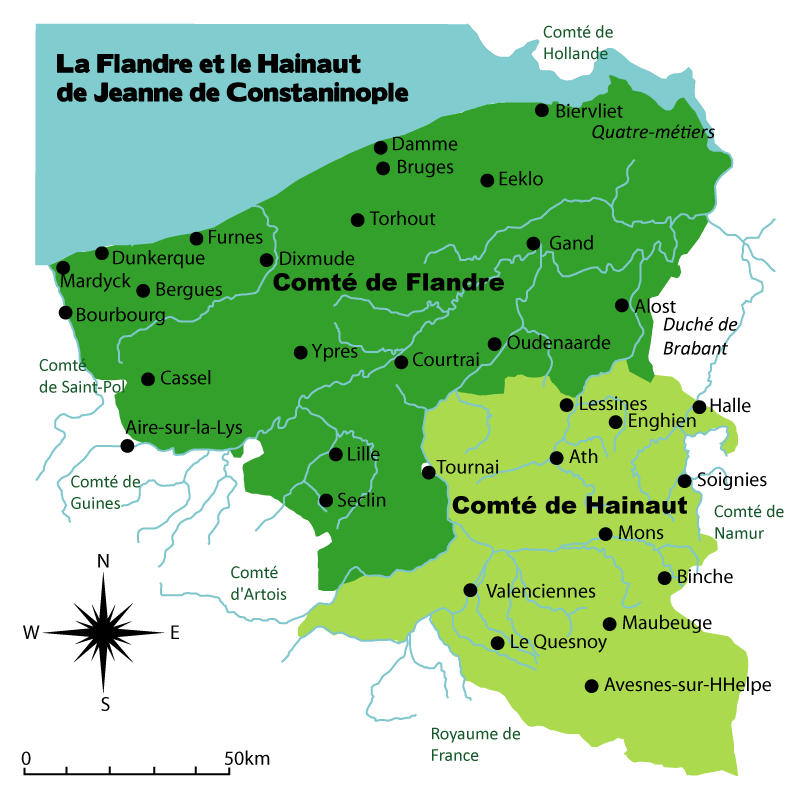
Carta dels comtats de Flandes i d'Hainaut sota la comtessa Joana de Constantinoble.

La data de naixement exacte de Joana de Constantinoble és desconeguda, havent estat avançades diverses hipòtesis sense proves tangibles. Se sap simplement que, com la seva jove germana Margarida, va ser batejada a l'església de Saint-Jean de Valenciennes.
El 1202, el pare de Joana, Balduí I de Constantinoble, comte de Flandes i d'Hainaut, va marxar de les seves terres per participar en la quarta croada. Després de la presa de Constantinoble, fou proclamat emperador pels croats, el 9 de maig de 1204. La seva esposa Maria de Xampanya va decidir fer un pelegrinatge a Terra Santa abans de reunir-se amb ell però va morir en arribar a Acre. Després el mateix Balduí va desaparèixer en el transcurs de la batalla d'Adrianòpolis contra els búlgars de Kaloian de Bulgària, el 14 d'abril de 1205. La seva sort exacta, mort o presoner, és desconegut, però el seu cos no fou trobat.
Després de la desaparició del comte i de la seva esposa, els comtats de Flandes i d'Hainaut foren administrats per un consell compost del canceller de Flandes, del prebost de Lilla i dels castellans de Lilla i Saint-Omer. L'educació de Joana i de la seva germana petita Margarida fou assumida pel seu oncle patern Felip I, comte de Namur. Però, des de 1208, aquest últim va delegar aquesta càrrega en el rei de França Felip August. Foren criades a París, en companyia del jove Teobald IV de Xampanya.
Des de 1206, Felip August va imposar a Felip I de Namur el no casar les seves nebodes sense el seu consentiment. Dos anys més tard, un acord fou conclòs als termes del qual el rei de França es comprometia a no casar-las abans de la seva majoria sense el consentiment del comte de Namur, però que aquest últim no s'oposarà a la tria reial després de la seva majoria. Finalment, en cas que una o l'altre de les dues germanes refusés al candidat de Felip August, l'acord preveia que seria remesa al comte de Namur, i es comprometria a servir el rei i a ingressar-li una compensació financera.
El 1211, Enguerrand de Coucy va proposar a Felip August la suma de cinquanta mil lliures turneses per casar-se amb Joana, mentre que el seu germà Tomas es casaria amb Margarida. La noblesa flamenca fou hostil a aquest projecte. Matilde de Portugal, comtessa-mare i vídua de Felip d'Alsàcia, va proposar llavors casar a Joana amb el seu nebot Ferran de Portugal, (1188- 1233), per la mateixa suma. El matrimoni fou celebrat a París el 12 de gener de 1212. Després d'aquesta data Ferrand de Portugal fou conegut sota el nom de Ferran de Flandes.

### La joventut

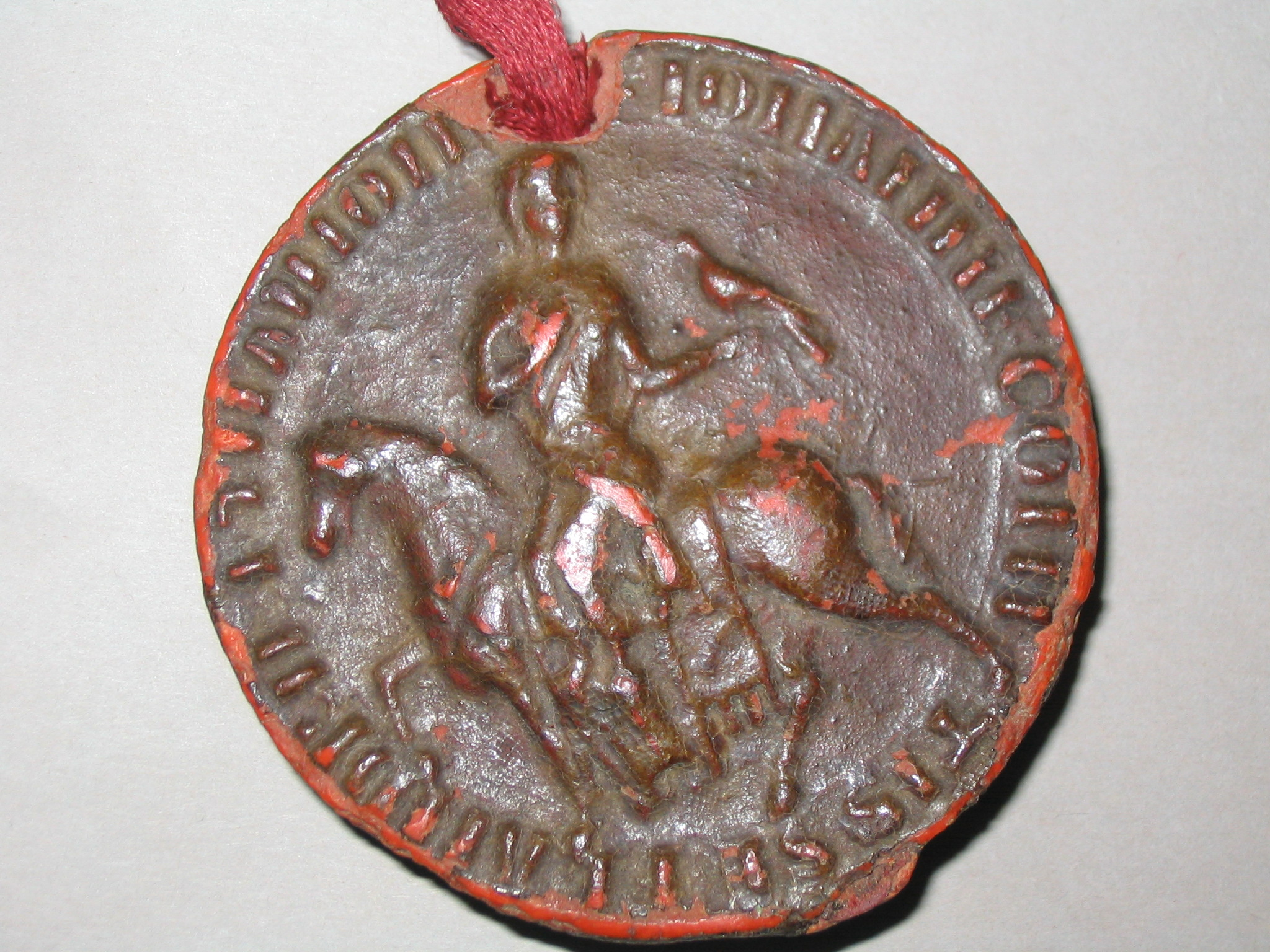
Segell de Joana de Constantinoble. Va escollir un segell rodó, com els homes, i es va fer representar a cavall, un falcó a la mà, en una actitud aristocràtica.

En el moment del seu viatge de tornada a Flandes, els nous esposos foren capturats pel cosí de Joana, el príncep Lluís (el futur Lluís VIII de França), fill gran de Felip August. L'objectiu de Lluís era recuperar una vasta porció del territori, incloent l'Artois que Elisabet de Vermandois havia portat en dot a Flandes pel seu matrimoni amb Felip d'Alsàcia, comte de Flandes.
Després d'haver cedit les ciutats d'Aire i de Saint-Omer (pel tractat del Pont-à-Vendin, el 24 de febrer de 1211), Joana i Ferran de Flandes es reuniren amb els antics aliats de Balduí, el rei Joan sense Terra i l'emperador Otó IV, en una aliança contra França. Van acontentar a la poderosa burgesia gantesa, que s'havia negat de manera inicial fins i tot a reconèixer a Ferran com a comte, concedint l'elecció anual dels quatre prohommes, que escollien amb la comtessa als regidors de la ciutat. Després van autoritzar als habitants de Gant i de Ypres a fortificar les seves ciutats, i Ferran va dimitir de les seves funcions els castellans de Bruges i de Gant, considerats profrancesos.

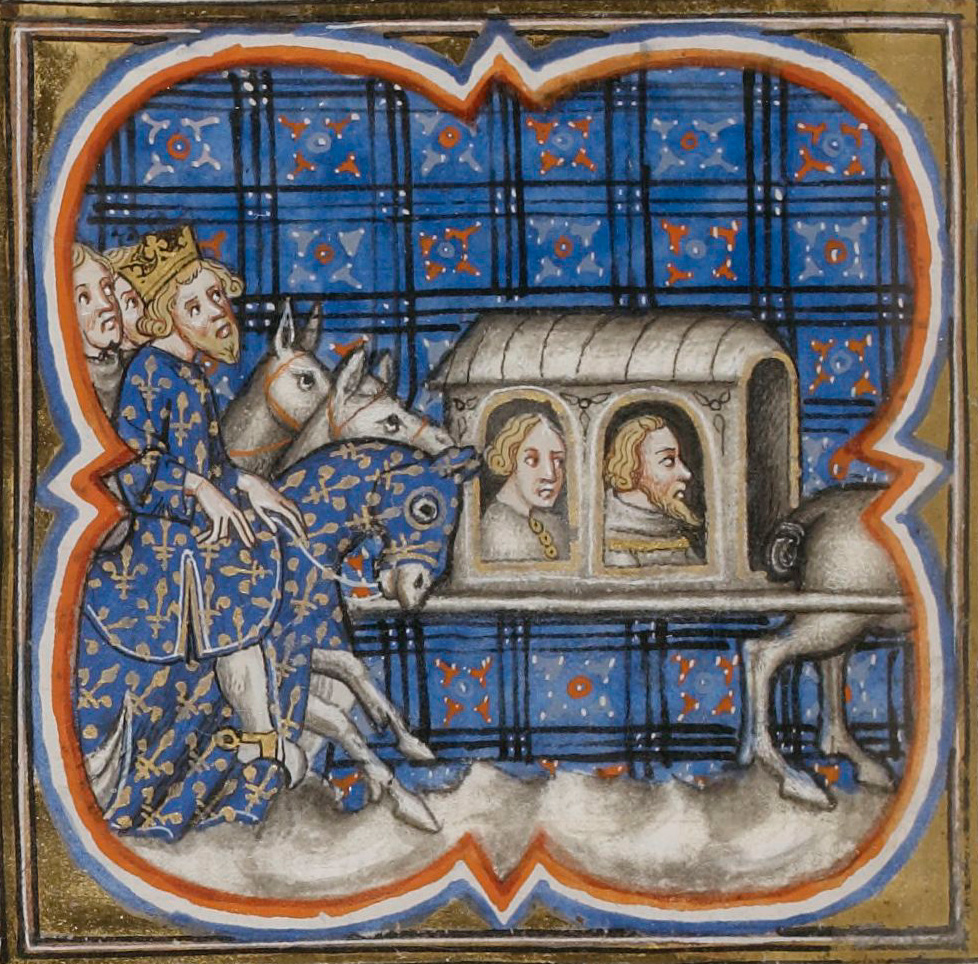
Felip II de França portant a Ferran de Flandes, comte de Flandes, i Renald, comte de Boulogne, fets presoners a la batalla de Bouvines. Grandes Chroniques de France, París, segle XIV París, Biblioteca Nacional de França, Mf 2813, f° 253 v°.

Felip August va reaccionar atacant Lilla, que va incendiar (a excepció del castrum fortificat i de les esglésies) el 1213 A Damme, la flota francesa fou destruïda pels anglesos. A la batalla de la Roche-aux-Moines, el 2 de juliol de 1214, el príncep Lluís va derrotar l'exèrcit anglès. Després Felip August va infligir als seus adversaris una derrota decisiva a Bouvines el 27 de juliol de 1214, on Ferran fou fet presoner. Durant els dotze anys que Ferrand de Flandes va ser presoner dels francesos, Joana va governar sola.
Amb tot el poder, Joana va començar per ordenar la reconstrucció de les muralles de Lilla, però tement una nova ofensiva francesa, es va acabar sotmetent al rei de França. Va intentar llavors fer anul·lar el seu matrimoni pel papa, ja que no havia estat consumat. El 1221, intentarà casar-se amb Pere I Mauclerc, batlle de Bretanya, vidu d'Alix de Thouars. Però Felip August s'hi va oposar.

### Conflicte amb Margarida
El 1213, Margarida, germana petita de Joana, es va casar amb Bucard d'Avesnes; Felip August va veure aquesta unió de mal ull, fent saber al papa, Innocenci III, que Bucard hauria rebut els ordes majors com a sotsdiaca. Joana també s'oposava al matrimoni. El 1215, en el moment del Concili del Laterà IV, el sobirà pontífex accepta anul·lar el matrimoni per aquest motiu, però sembla que la condemna (el marit tenia 80 anys i la nuvia uns 15) no va comportar l'anul·lació efectiva que hauria estat tàcita però no explicita. Margarida i Bucard no ho van tenir en compte: es van refugiar amb el duc de Luxemburg, al castell d'Houffalize a les Ardennes. És allà que van néixer els seus fills, Joan d'Avesnes i Balduí d'Avesnes. El 1219, en el moment d'una incursió a Flandes contra Joana, Bucard fou capturat. Dos anys més tard, després d'acceptar renunciar al matrimoni i separar-se de la seva esposa, fou alliberat. Cap a la fi de l'any 1223, Margarida es va casar amb Guillem de Dampierre.
Un altre conflicte va agitar el regnat de Joana. El 1224 va intentar adquirir, per al seu conseller Arnold d'Audernarde, la castellania de Bruges, que Felip August havia confiat a Joan de Nesle, batlle de Flandes, després de la batalla de Bouvines. Va discutir la suma massa elevada que se li va demanar. La seva causa fou jutjada per dos cavallers, i després va apel·lar al rei, en el moment d'una reunió de la seva cort a Melun, considerant que no podia ser jutjada més que pels seus pars. El rei acaba donant raó a Joan de Nesle, el que fou un desaire per a Joana.

### La tornada de Balduí
Segons les "Cròniques d'Hainaut", el governador de Flandes i d'Hainaut Arnold de Gavre hauria reconegut el seu oncle Josse de Materne, en vestimenta de franciscain, a Valenciennes. Interrogant-lo, s'hauria assabentat que el comte Balduí IX i els seus companys haurien aconseguit eludir als búlgars després de vint anys de captivitat.
La Crònica rimada de Philippe Mouskes assenyala, a la mateixa època, que un misteriós estranger distribuïa àmplies sumes de diners anunciant la tornada de Balduí. El 1225, un ermità vivint prop de Mortagne, al bosc entre Valenciennes i Tournai, va reconèixer ser efectivament el comte Balduí IX. Va reivindicar llavors la restitució al seu favor per part de Joana dels seus drets de sobirania sobre els comtats de Flandes i d'Hainaut.
Balduí va crear cavallers, va segellar actes, i es va comportar com un verdader comte Ràpidament fou sostingut per diversos nobles, sobretot Joan de Nesle i Robert de Dreux. Després va rebre el suport de la majoria de les ciutats de Flandes i d'Hainaut com Lilla i Valenciennes. El rei Enric III d'Anglaterra li proposa fins i tot reprendre una aliança contra el rei de França, i va rebre el suport dels ducs de Brabant i de Limburg. Joana va enviar al seu conseller Arnold d'Audenarde, que no va poder trobar l'ermità però va tornar no obstant això convençut que era el verdader Balduí. Altres testimonis són més escèptics, però són acusats pel poble d'éssers que estaven venuts a la comtessa.
Joana fou obligada a refugiar-se a Mons, única ciutat que li continuava sent fidel. Contra la promesa de vint mil lliures turneses i la posada en fiança de garantia de Douai i de Lécluse, el rei Lluís VIII va acceptar intervenir amb el seu exèrcit per restablir Joana en els seus drets Va negociar asprament el seu suport: Jeanne es va comprometre a pagar-li les despeses de guerra, empenyorant en aquesta promesa les ciutats de Douai i de L'Ecluse.
Abans de llançar les operacions militars, Lluís VIII va enviar la seva tia Sibil·la de Beaujeu, germana de Balduí, a trobar l'ermità. Aquesta va tenir dubtes sobre la seva identitat. El 30 de maig de 1225, el rei va trobar al pretès Balduí a Peronne i l'interrogà sobre detalls de la seva vida: fou incapaç recordar quan i on havia estat fet cavaller, ni tampoc es recordava de la seva nit de casament. Els bisbes d'Orleans i de Beauvais el reconegueren com un malabarista, que ja havia intentat fer-se passar pel comte Lluís I de Blois, igualment desaparegut a la batalla d'Adrianòpolis (1205).
Convençut que es tractava d'un impostor, Lluís VIII li va donar tres dies per fugir. El fals Balduí es va refugiar amb els seus partidaris a Valenciennes, però la ciutat fou ràpidament represa pels francesos. Joana va exigir una capitulació sense condicions. El fals Baudouin va intentar refugiar-se llavors amb l'arquebisbe de Colònia, i va abandonar la companyia als seus últims partidaris prenent la fugida. Agafat prop de Besançon, fou lliurat a Joana. Malgrat la promesa de no matar-lo, la comtessa el va posar a la picota entre dos gossos, i després fou penjat a les portes de Lilla. És probable que Bucard d'Avesnes, l'espòs de Margarida De Constantinoble apartat per Joana, hagués estat l'ànima del complot. El fals Balduí havia reconegut els drets legítims dels seus fills com a hereus dels dos comtats.
Després de la recuperació de les ciutats rebels, Joana va imposar pesades multes. Això li va permetre no només pagar els seus deutes envers el rei França des de l'any següent, en lloc dels vint anys previstos, sinó també pagar el rescat del seu espòs Ferran de Flandes.

### L'alliberament de Ferran

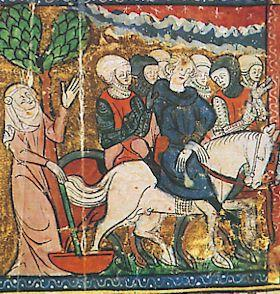
Joana saluda a Ferran de Flandes abans de la seva sortida cap a la batalla de Bouvines. Grans Cròniques de França, XIV segon, Biblioteca municipal, Castres.

Les enormes multes que Joana va imposar a les ciutats rebels que havien sostingut el fals Balduí li permeteren pagar ràpidament les vint mil lliures esterlines previstes per a la recuperació dels dos comtats per les tropes franceses al seu servei.
El 1226, pel tractat de Melun signat entre Joana i el rei Lluís VIII de França, el rescat de Ferran fou negociat a cinquanta mil lliures esterlines pagables en dos terminis. El tractat preveia que les ciutats de Lilla, Douai i Lécluse servirien de fiança esperant el pagament complet d'aquesta suma considerable. Joana fou obligada per aquest acord de conservar Ferran per a espòs. Tots dos s'exposaven a l'excomunió si eren infidels al rei - el que constituiria un perjuri en dret feudal. Finalment, els seus cavallers i els representants de les ciutats devien ells també prestar jurament de fidelitat al rei de França: vint-i-set ciutats i tres-cents cinquanta nobles prestaren aquest jurament. Després de la mort de Lluís VIII sobrevinguda el 8 de novembre, la seva vídua Blanca de Castella i el seu fill i successor Lluís IX de França autoritzaren efectivament, el gener de 1227, l'alliberament de Ferran després d'haver atorgat a Joana una rebaixa de la meitat del rescat, reduïda a vint-i-cinc mil llibres.
Vers el 1227 (o 1228), Joana va portar al món una filla, Maria. Aquesta, que serà el seu únic fill, fou promesa a Robert I d'Artois, germà del rei de França Lluís IX. Però aquesta filla única morirà el 1236. Ferran de Portugal va morir el 27 de juliol de 1233 a Noyon de litiasi renal de què sofria des de la seva detenció. El seu cor fou inhumat a la catedral, mentre que el seu cos fou portat a l'abadia de Marquette, a Flandes. Després de la defunció del seu marit, Joana desitjava casar-se amb Simó V de Montfort, comte de Leicester, però el rei de França va refusar aquesta aliança. És en el transcurs d'aquest mateix any 1233 que Bucard d'Avesnes, empresonat des de la seva intriga del fals Balduí, fou alliberat.

### El matrimoni amb Tomàs de Savoia

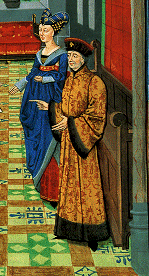
Joana de Constantinoble i el seu segon marit, Tomàs de Savoia. Miniatura procedent de les Cròniques d'Hainaut de Joan Wauquelin, vers 1448- 1468, conservades a la Biblioteca Reial de Bèlgica.

El 1237, Joana es va casar en segones noces amb Tomàs II de Savoia (vers 1199- 1259), fill del comte de Savoia Tomàs I de Savoia (1178- 1233) i de Beatriu Margarida de Ginebra († 1257), i sobretot oncle de la reina Margarida de Provença, esposa de Lluís IX de França. Era comte de Mauriena (sota el nom de Tomàs II), (1233- 1259), i senyor (1233) després comte (1245- 1259) de Piemont. Per a aquest matrimoni, Joana es va veure forçada a pagar trenta mil lliures esterlines al rei de França i renovar-li els seus juraments de fidelitat. Amb el seu espòs, el sostindran sobretot en el moment de la revolta dirigida per Hug de Lusignan.
A la mort de Joana el 5 de desembre de 1244, a l'abadia del Repos de Notre-Dame de Marquette, la seva germana Margarida la va succeeir, mentre que Tomàs va tornar a Savoia. La tomba de Joana ha estat descoberta el 2005 al lloc de l'antiga abadia del Repos de Notre-Dame de Marquette. Els escorcolls portats el 2007 han permès no obstant de descobrir que el cos de la comtessa no es trobava en aquesta tomba.

## El paper polític de la comtessa Joana

### Economia
La comtessa Jeanne, des dels primers anys del seu regnat personal (1214- 1226), va portar una política favorable al desenvolupament de les ciutats flamenques. Va atorgar privilegis judicials i fiscals a Dunkerque, Gant, Lilla, Mardyck, Seclin (1216), després Biervliet i Ypres (1225). A Courtrai, el 1217, va afavorir l'arribada d'obrers per a la indústria llanera eximint de l'import de teloni a les persones que anessin a instal·lar-se a aquesta ciutat. Després de la tornada del seu espòs Ferran, va confirmar aquesta orientació política, atorgant a Douai, Gand i Ypres, així com els Oficis de Bruges i de Lederzeele nous privilegis, que els conferiren una major autonomia enfront del poder comtal. Després de la mort de Ferran (1233), va promulgar encara la carta a Lilla i va autoritzar la construcció d'un campanar a Valenciennes.
Més tard, després del seu matrimoni amb Tomàs de Savoia (1237- 1244), va completa aquesta política per exempcions fiscals, una reorganització del sistema judicial, de les mesures destinades a afavorir el comerç fluvial i els ports de mar, que concerneixen les ciutats de Sint-Winoksbergen, Broekburg, Bruges, Damme, Veurne, Muide i Kaprijke. A les regions menys urbanitzades, sobretot a Hainaut, el poder comtal continuava sent fort. Sota la pressió constant de la burgesia flamenca, conscient de la necessitat del seu suport a la comtessa enfront del rei de França, Joana va portar una política que va afavorir el desenvolupament econòmic i l'autonomia urbana, no sense contrapartides fiscals.
Per tal d'afavorir el comerç fluvial, Joana va fer construir el 1237 unes portes d'aigua a Menin i Harelbeke, tornant el riu Leie navegable. Després el 1242, amb Tomàs de Savoia, va autoritzar els regidors de Lilla a crear tres rescloses, a Marquette-lez-Lille, a Wambrechies i a Lilla mateix, estenent la xarxa a la Deule. L'última finalment no serà construïda, però reemplaçada per una conca de doble porta al Quesnoy.

### Religió

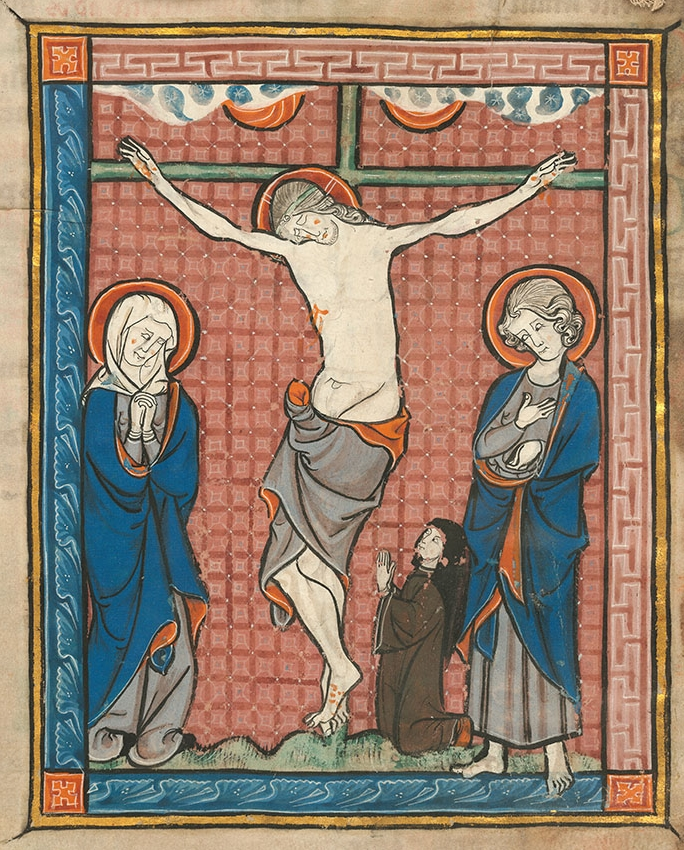
Una religiosa cistercenca en oració al peu de la Creu. Manuscrit del segle XIII que va pertànyer a l'abadia cistercenca de Marquette-lez-Lille, Biblioteca municipal de Cambrai, ms 99

En bones relacions amb els cistercencs, Joana va fundar l'abadia femenina de Marquette-lez-Lille, i va confirmar, sostenir o ajudar a la fundació de diverses altres abadies de l'Orde del Cister. Fins al segle XII les abadies dels dos comtats eren exclusivament masculines, però vint monestirs femenins foren fundats a Flandes i cinc a Hainaut en el curs del segle XIII, sostinguts per Joana, i després per la seva germana Margarida; per a alguns d'ells, el paper de creadores els va ser atribuït a posteriori, durant el període modern.
Joana sostingué igualment la instal·lació dels ordes mendicants als seus comtats. A Valenciennes, mentre que una petita comunitat franciscana s'havia instal·lat cap a 1217, els va donar el 1226, l'antiga torrassa de la ciutat per fer-ne un convent; va xocar amb el rebuig dels Franciscans, del qual va vèncer la resistència escrivint al general de l'ordre, que va envia conventuals a instal·lar-s'hi. Les dues comunitats es fusionaren abans de 1241. En el cas dels franciscans de Lilla, se sap que Joana els va enviar el seu mestre d'obres i alguns fusters per ajudar a la construcció de l'església i del convent.
La comtessa va jugar igualment un paper en la creació dels beguins és a dir un terreny tancat, construït de cases i de vegades equipat amb una església o amb un hospital, que formaran els clàssics beguinatges flamencs: Mons i Valenciennes per l'Hainaut, Bruges, Gant, i Ieper pel Comtat de Flandes, tots fundats entre 1236 i 1244, als quals cal afegir Douai i Lilla, creats el 1245 per Margarida en execució del testament de la seva germana gran Joana. És possible que la influència dels dominicans hagi tingut un paper en aquestes fundacions, de les quals algunes foren col·locades sota la seva direcció espiritual.

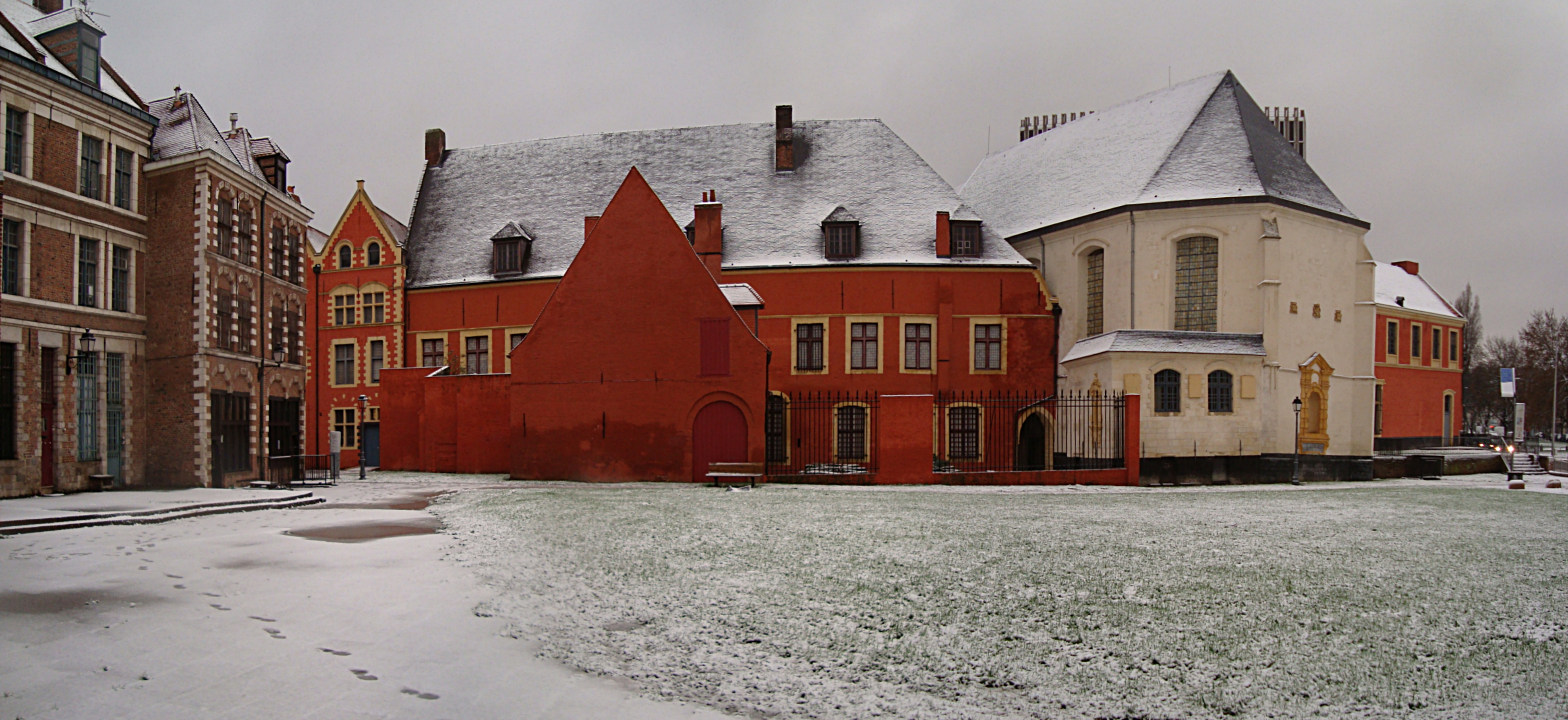
Vista per darrere de l'Hospici de la Comtessa a l'edifici de la comunitat i la capella. No queda res dels edificis d'origen fundats per Joana de Constantinoble.

Des de la fi del segle XII, religioses victorines s'implantaren a Flandes i a Hainaut. Una desena de monestirs foren fundats entre 1217 i 1262. Joana va fomentar aquest moviment, i sostingué directament, el 1244 la creació del priorat de Bethléem, a Mesvin, diòcesi de Cambrai. Aquests monestirs, que es beneficiaren d'una gran autonomia, tenien una vocació benèfica i urbana. Responien bé a les demandes de la nova espiritualitat femenina al segle XIII.
Joana va sostenir els hospitals, sobretot els hospicis Saint-Sauveur i Saint-Nicolas a Lilla. El 1228, amb el seu espòs Ferran, va donar un terreny per a la fundació de la Biloke a Gant. El febrer de 1237, va fundar l'Hospici de la Comtessa, per al qual va donar els jardins de la seva residència, al si del castrum de Lilla, a l'emplaçament de l'antiga torrassa que havia estat arrasada pels francesos el 1213. Va crear igualment l'hospital de Santa Elisabet d'Hongria a Valenciennes, quatre anys després de la seva canonització. Aquesta fundació fou servida per beguines.

## Influència de Joana sobre la literatura medieval
Dos manuscrits coneguts són considerats com havent pertangut a la biblioteca de Joana. El primer és un saltiri conservat a la Biblioteca Nacional de França (Lat. 238), confeccionat cap a 1210, que podria haver estat ofert per Blanca de Navarra i de Castella a la seva neboda Joana en el moment del seu matrimoni amb Ferran de Portugal. El segon, datat dels anys 1210-1220 és un exemplar del Conte del Graal, conservat a la British Library (Add. 36614). Aquest segon manuscrit hauria implicat el Perceval de Chrétien de Troyes, al qual Joana hauria fet afegir les Continuacions i la Vida de santa Maria l'Egípcia.
Tots dos provenen d'un taller xampanyès.
La redacció del cicle del Conte del Graal està fortament vinculada a la família comtal de Flandes. Chrétien de Troyes escrivia sota la protecció de l'oncle de Joana, Felip d'Alsàcia. Manessier, autor de Perceval o el Conte del Graal (terecra continuació), va dedicar la seva obra a la comtessa Joana. És versemblant que el seu predecessor Wauchier de Denain, autor de la segona continuació hagués estat igualment part del seu cercle, sense que es pugui demostrar de manera certa que l'obra va ser escrit per a ella. En canvi, va dedicar la seva Vida de santa Marta a la jove comtessa, cap a 1212. Malgrat el seu caràcter hagiogràfic, aquest text sembla haver estat concebut alhora com un llibre per a la instrucció i l'edificació del seu dedicatari adolescent, però també com un relat meravellós, prop de la novel·la de cavalleries, sobretot per l'episodi de la Tarasca. Marta és presentada com una gran oradora, capaç de vèncer la sedició de les ciutats allà on sant Front i sant Jordi han fracassat.
Van den vos Reynaerde és la primera versió de la Novel·la de Renart en neerlandès i una de les primeres obres literàries redactades en aquesta llengua.
Conté episodis originals, que no pertanyen a la versió romança. El seu autor, «Willem die Madocke maecte», ha estat identificat com el convers cistercenc Guillem de Boudelo Mort el 1261. Aquest clergue talentós fou reclutat per la comtessa Joana, que en va fer la demanda al capítol general cistercenc el 1238.
L'anomena sobretot administrador de l'Hospici de la Comtessa de Lilla, en el moment de la seva fundació, de 1238 a 1244,
després al monestir de Marke, prop de Kortrijk.
No obstant això, l'activitat de Joana com a mecenes literari sembla haver estat limitada. És possible que, per imposar-se en un món dominat pels homes, hagués apartat voluntàriament aquest paper generalment atribuït a les dones.

## Posteritat de Joana de Constantinoble

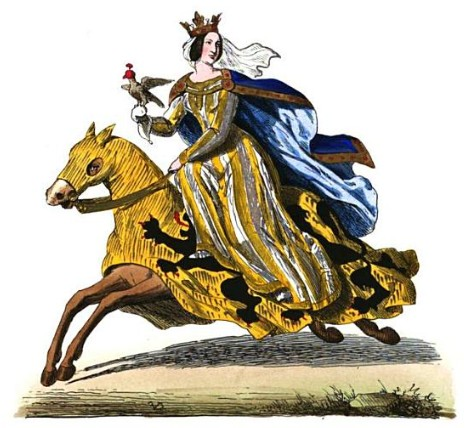
Visió romàntica de Joana de Constantinople, inspirada del seu segell. Félix de Vigne, Album du cortège des Comtes de Flandre, 1849.

Els cronistes medievals posteriors a Joana, com ara Matthieu París, li són generalment hostils; gairebé tots consideren que l'ermità era el verdader Balduí IX de Flandes i que fent-lo matar va cometre un parricidi. Al mig del segle XV Le livre de Baudouin, comte de Flandre, presenta Joana com la filla natural nascuda de relacions del comte amb una sarraïna posseïda per un dimoni, qui comet el parricidi al final d'una tortuosa intriga novel·lesca.
El 1823, Sismondi reprengué aquesta tesi del parricidi en la seva Història dels francesos, igual que els dramaturgs Fontan i Victor Herbin a la seva peça Jeanne de Flandre, el 1835. En reacció, Emile Gachet intenta rehabilitar la comtessa en la Revista del Nord, novament fundada. Finalment, el 1840, Jules de Saint-Genois, el pare de la novel·la històrica belga, va escriure un Fals Baudouin, i després l'any següent, Edward le Glay va publicar la seva Histoire de Jeanne de Constantinople, comtesse de Flandre et de Hainaut, que per molt de temps fou l'autoritat sobre l'assumpte i va contribuir a rehabilitar la comtessa.

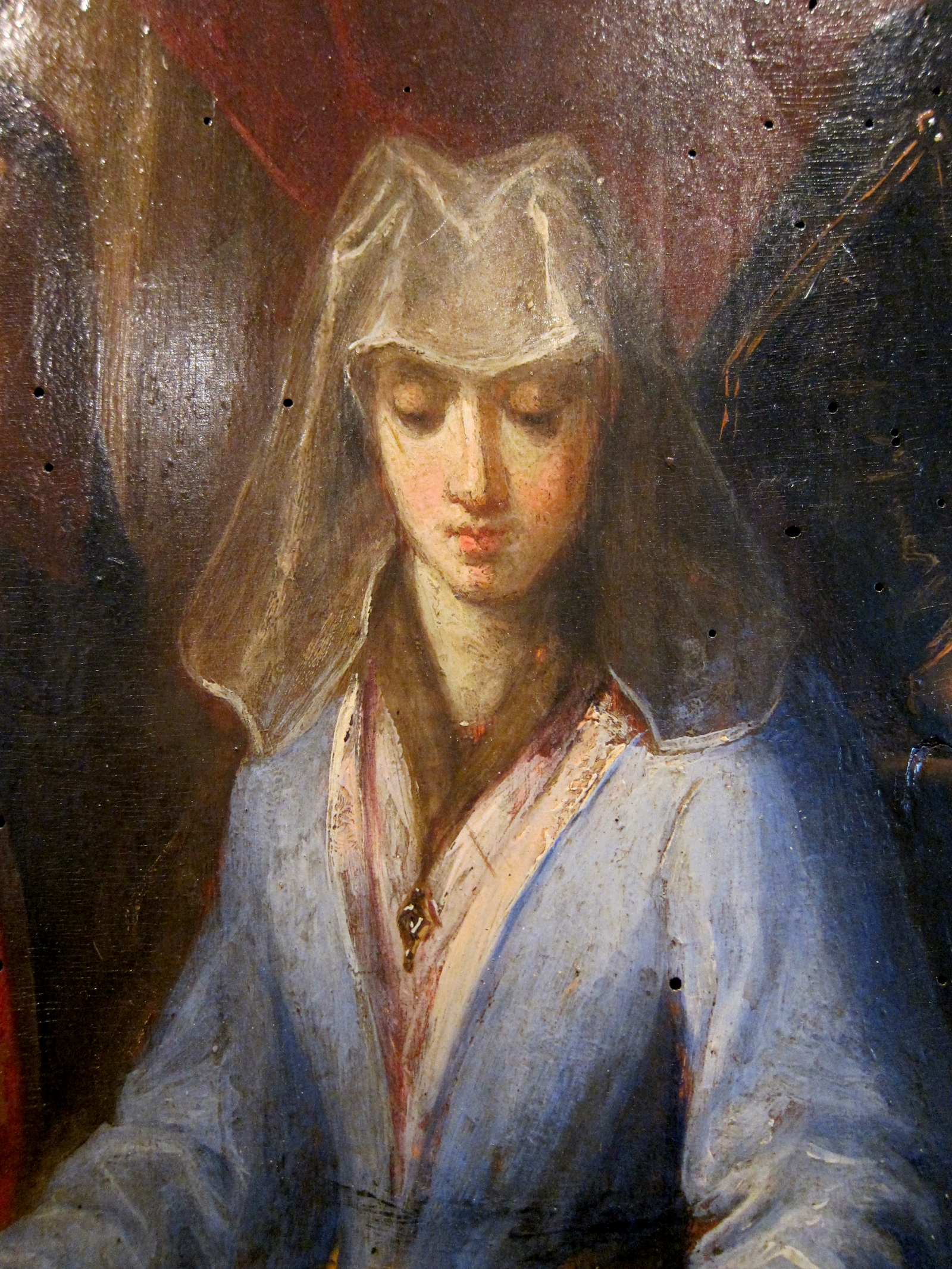
Detall d'un retrat de Joana de Constantinoble per Arnould de Vuez

## Ascendència
|  |                                           |  |  |  |  |  |  |  |  |  |  |  |  |  |  |  |  |  |  |
|  | Balduí II d'Hainaut                       |  |  |  |  |  |  |  |  |  |  |  |  |  |  |  |  |  |  |
|  |                                           |  |  |  |  |  |  |  |  |  |  |  |  |  |  |  |  |  |  |
|  |                                           |  |  |  |  |  |  |  |  |  |  |  |  |  |  |  |  |  |  |
|  | Balduí III d'Hainaut                      |  |  |  |  |  |  |  |  |  |  |  |  |  |  |  |  |  |  |
|  |                                           |  |  |  |  |  |  |  |  |  |  |  |  |  |  |  |  |  |  |
|  |                                           |  |  |  |  |  |  |  |  |  |  |  |  |  |  |  |  |  |  |
|  | Ida de Lovaina                            |  |  |  |  |  |  |  |  |  |  |  |  |  |  |  |  |  |  |
|  |                                           |  |  |  |  |  |  |  |  |  |  |  |  |  |  |  |  |  |  |
|  |                                           |  |  |  |  |  |  |  |  |  |  |  |  |  |  |  |  |  |  |
|  | Balduí IV d'Hainaut                       |  |  |  |  |  |  |  |  |  |  |  |  |  |  |  |  |  |  |
|  |                                           |  |  |  |  |  |  |  |  |  |  |  |  |  |  |  |  |  |  |
|  |                                           |  |  |  |  |  |  |  |  |  |  |  |  |  |  |  |  |  |  |
|  | Gerard I de Gueldre                       |  |  |  |  |  |  |  |  |  |  |  |  |  |  |  |  |  |  |
|  |                                           |  |  |  |  |  |  |  |  |  |  |  |  |  |  |  |  |  |  |
|  |                                           |  |  |  |  |  |  |  |  |  |  |  |  |  |  |  |  |  |  |
|  | Iolanda de Wassemberg                     |  |  |  |  |  |  |  |  |  |  |  |  |  |  |  |  |  |  |
|  |                                           |  |  |  |  |  |  |  |  |  |  |  |  |  |  |  |  |  |  |
|  |                                           |  |  |  |  |  |  |  |  |  |  |  |  |  |  |  |  |  |  |
|  | Clemència d'Aquitània                     |  |  |  |  |  |  |  |  |  |  |  |  |  |  |  |  |  |  |
|  |                                           |  |  |  |  |  |  |  |  |  |  |  |  |  |  |  |  |  |  |
|  |                                           |  |  |  |  |  |  |  |  |  |  |  |  |  |  |  |  |  |  |
|  | 4. Balduí V d'Hainaut                     |  |  |  |  |  |  |  |  |  |  |  |  |  |  |  |  |  |  |
|  |                                           |  |  |  |  |  |  |  |  |  |  |  |  |  |  |  |  |  |  |
|  |                                           |  |  |  |  |  |  |  |  |  |  |  |  |  |  |  |  |  |  |
|  |                                           |  |  |  |  |  |  |  |  |  |  |  |  |  |  |  |  |  |  |
|  |                                           |  |  |  |  |  |  |  |  |  |  |  |  |  |  |  |  |  |  |
|  |                                           |  |  |  |  |  |  |  |  |  |  |  |  |  |  |  |  |  |  |
|  | Godofreu I de Namur                       |  |  |  |  |  |  |  |  |  |  |  |  |  |  |  |  |  |  |
|  |                                           |  |  |  |  |  |  |  |  |  |  |  |  |  |  |  |  |  |  |
|  |                                           |  |  |  |  |  |  |  |  |  |  |  |  |  |  |  |  |  |  |
|  |                                           |  |  |  |  |  |  |  |  |  |  |  |  |  |  |  |  |  |  |
|  |                                           |  |  |  |  |  |  |  |  |  |  |  |  |  |  |  |  |  |  |
|  |                                           |  |  |  |  |  |  |  |  |  |  |  |  |  |  |  |  |  |  |
|  | Alix de Namur                             |  |  |  |  |  |  |  |  |  |  |  |  |  |  |  |  |  |  |
|  |                                           |  |  |  |  |  |  |  |  |  |  |  |  |  |  |  |  |  |  |
|  |                                           |  |  |  |  |  |  |  |  |  |  |  |  |  |  |  |  |  |  |
|  | Conrad I de Luxemburg                     |  |  |  |  |  |  |  |  |  |  |  |  |  |  |  |  |  |  |
|  |                                           |  |  |  |  |  |  |  |  |  |  |  |  |  |  |  |  |  |  |
|  |                                           |  |  |  |  |  |  |  |  |  |  |  |  |  |  |  |  |  |  |
|  | Ermessenda de Luxemburg                   |  |  |  |  |  |  |  |  |  |  |  |  |  |  |  |  |  |  |
|  |                                           |  |  |  |  |  |  |  |  |  |  |  |  |  |  |  |  |  |  |
|  |                                           |  |  |  |  |  |  |  |  |  |  |  |  |  |  |  |  |  |  |
|  | Clemència d'Aquitània                     |  |  |  |  |  |  |  |  |  |  |  |  |  |  |  |  |  |  |
|  |                                           |  |  |  |  |  |  |  |  |  |  |  |  |  |  |  |  |  |  |
|  |                                           |  |  |  |  |  |  |  |  |  |  |  |  |  |  |  |  |  |  |
|  | 2. Balduí VI d'Hainaut                    |  |  |  |  |  |  |  |  |  |  |  |  |  |  |  |  |  |  |
|  |                                           |  |  |  |  |  |  |  |  |  |  |  |  |  |  |  |  |  |  |
|  |                                           |  |  |  |  |  |  |  |  |  |  |  |  |  |  |  |  |  |  |
|  | Gerard I de Lorena                        |  |  |  |  |  |  |  |  |  |  |  |  |  |  |  |  |  |  |
|  |                                           |  |  |  |  |  |  |  |  |  |  |  |  |  |  |  |  |  |  |
|  |                                           |  |  |  |  |  |  |  |  |  |  |  |  |  |  |  |  |  |  |
|  | Teodoric II de Lorena                     |  |  |  |  |  |  |  |  |  |  |  |  |  |  |  |  |  |  |
|  |                                           |  |  |  |  |  |  |  |  |  |  |  |  |  |  |  |  |  |  |
|  |                                           |  |  |  |  |  |  |  |  |  |  |  |  |  |  |  |  |  |  |
|  | Hedwiga de Namur                          |  |  |  |  |  |  |  |  |  |  |  |  |  |  |  |  |  |  |
|  |                                           |  |  |  |  |  |  |  |  |  |  |  |  |  |  |  |  |  |  |
|  |                                           |  |  |  |  |  |  |  |  |  |  |  |  |  |  |  |  |  |  |
|  | Thierry d'Alsàcia                         |  |  |  |  |  |  |  |  |  |  |  |  |  |  |  |  |  |  |
|  |                                           |  |  |  |  |  |  |  |  |  |  |  |  |  |  |  |  |  |  |
|  |                                           |  |  |  |  |  |  |  |  |  |  |  |  |  |  |  |  |  |  |
|  | Robert I de Flandes                       |  |  |  |  |  |  |  |  |  |  |  |  |  |  |  |  |  |  |
|  |                                           |  |  |  |  |  |  |  |  |  |  |  |  |  |  |  |  |  |  |
|  |                                           |  |  |  |  |  |  |  |  |  |  |  |  |  |  |  |  |  |  |
|  | Gertrudis de Flandes                      |  |  |  |  |  |  |  |  |  |  |  |  |  |  |  |  |  |  |
|  |                                           |  |  |  |  |  |  |  |  |  |  |  |  |  |  |  |  |  |  |
|  |                                           |  |  |  |  |  |  |  |  |  |  |  |  |  |  |  |  |  |  |
|  | Gertruda de Saxònia                       |  |  |  |  |  |  |  |  |  |  |  |  |  |  |  |  |  |  |
|  |                                           |  |  |  |  |  |  |  |  |  |  |  |  |  |  |  |  |  |  |
|  |                                           |  |  |  |  |  |  |  |  |  |  |  |  |  |  |  |  |  |  |
|  | 5. Margarida d'Alsàcia                    |  |  |  |  |  |  |  |  |  |  |  |  |  |  |  |  |  |  |
|  |                                           |  |  |  |  |  |  |  |  |  |  |  |  |  |  |  |  |  |  |
|  |                                           |  |  |  |  |  |  |  |  |  |  |  |  |  |  |  |  |  |  |
|  | Folc IV d'Anjou                           |  |  |  |  |  |  |  |  |  |  |  |  |  |  |  |  |  |  |
|  |                                           |  |  |  |  |  |  |  |  |  |  |  |  |  |  |  |  |  |  |
|  |                                           |  |  |  |  |  |  |  |  |  |  |  |  |  |  |  |  |  |  |
|  | Folc V d'Anjou                            |  |  |  |  |  |  |  |  |  |  |  |  |  |  |  |  |  |  |
|  |                                           |  |  |  |  |  |  |  |  |  |  |  |  |  |  |  |  |  |  |
|  |                                           |  |  |  |  |  |  |  |  |  |  |  |  |  |  |  |  |  |  |
|  | Bertrada de Montfort                      |  |  |  |  |  |  |  |  |  |  |  |  |  |  |  |  |  |  |
|  |                                           |  |  |  |  |  |  |  |  |  |  |  |  |  |  |  |  |  |  |
|  |                                           |  |  |  |  |  |  |  |  |  |  |  |  |  |  |  |  |  |  |
|  | Sibil·la d'Anjou                          |  |  |  |  |  |  |  |  |  |  |  |  |  |  |  |  |  |  |
|  |                                           |  |  |  |  |  |  |  |  |  |  |  |  |  |  |  |  |  |  |
|  |                                           |  |  |  |  |  |  |  |  |  |  |  |  |  |  |  |  |  |  |
|  | Elies I del Maine                         |  |  |  |  |  |  |  |  |  |  |  |  |  |  |  |  |  |  |
|  |                                           |  |  |  |  |  |  |  |  |  |  |  |  |  |  |  |  |  |  |
|  |                                           |  |  |  |  |  |  |  |  |  |  |  |  |  |  |  |  |  |  |
|  | Eremburg del Maine                        |  |  |  |  |  |  |  |  |  |  |  |  |  |  |  |  |  |  |
|  |                                           |  |  |  |  |  |  |  |  |  |  |  |  |  |  |  |  |  |  |
|  |                                           |  |  |  |  |  |  |  |  |  |  |  |  |  |  |  |  |  |  |
|  | Matilde de Château du Loir                |  |  |  |  |  |  |  |  |  |  |  |  |  |  |  |  |  |  |
|  |                                           |  |  |  |  |  |  |  |  |  |  |  |  |  |  |  |  |  |  |
|  |                                           |  |  |  |  |  |  |  |  |  |  |  |  |  |  |  |  |  |  |
|  | 1. Joana de Constantinoble                |  |  |  |  |  |  |  |  |  |  |  |  |  |  |  |  |  |  |
|  |                                           |  |  |  |  |  |  |  |  |  |  |  |  |  |  |  |  |  |  |
|  |                                           |  |  |  |  |  |  |  |  |  |  |  |  |  |  |  |  |  |  |
|  | Teobald III de Blois                      |  |  |  |  |  |  |  |  |  |  |  |  |  |  |  |  |  |  |
|  |                                           |  |  |  |  |  |  |  |  |  |  |  |  |  |  |  |  |  |  |
|  |                                           |  |  |  |  |  |  |  |  |  |  |  |  |  |  |  |  |  |  |
|  | Esteve II de Blois                        |  |  |  |  |  |  |  |  |  |  |  |  |  |  |  |  |  |  |
|  |                                           |  |  |  |  |  |  |  |  |  |  |  |  |  |  |  |  |  |  |
|  |                                           |  |  |  |  |  |  |  |  |  |  |  |  |  |  |  |  |  |  |
|  | Gersenda del Maine                        |  |  |  |  |  |  |  |  |  |  |  |  |  |  |  |  |  |  |
|  |                                           |  |  |  |  |  |  |  |  |  |  |  |  |  |  |  |  |  |  |
|  |                                           |  |  |  |  |  |  |  |  |  |  |  |  |  |  |  |  |  |  |
|  | Teobald IV de Blois                       |  |  |  |  |  |  |  |  |  |  |  |  |  |  |  |  |  |  |
|  |                                           |  |  |  |  |  |  |  |  |  |  |  |  |  |  |  |  |  |  |
|  |                                           |  |  |  |  |  |  |  |  |  |  |  |  |  |  |  |  |  |  |
|  | Guillem el Conqueridor                    |  |  |  |  |  |  |  |  |  |  |  |  |  |  |  |  |  |  |
|  |                                           |  |  |  |  |  |  |  |  |  |  |  |  |  |  |  |  |  |  |
|  |                                           |  |  |  |  |  |  |  |  |  |  |  |  |  |  |  |  |  |  |
|  | Adela de Blois                            |  |  |  |  |  |  |  |  |  |  |  |  |  |  |  |  |  |  |
|  |                                           |  |  |  |  |  |  |  |  |  |  |  |  |  |  |  |  |  |  |
|  |                                           |  |  |  |  |  |  |  |  |  |  |  |  |  |  |  |  |  |  |
|  | Matilde de Flandes                        |  |  |  |  |  |  |  |  |  |  |  |  |  |  |  |  |  |  |
|  |                                           |  |  |  |  |  |  |  |  |  |  |  |  |  |  |  |  |  |  |
|  |                                           |  |  |  |  |  |  |  |  |  |  |  |  |  |  |  |  |  |  |
|  | 6. Enric I de Xampanya                    |  |  |  |  |  |  |  |  |  |  |  |  |  |  |  |  |  |  |
|  |                                           |  |  |  |  |  |  |  |  |  |  |  |  |  |  |  |  |  |  |
|  |                                           |  |  |  |  |  |  |  |  |  |  |  |  |  |  |  |  |  |  |
|  |                                           |  |  |  |  |  |  |  |  |  |  |  |  |  |  |  |  |  |  |
|  |                                           |  |  |  |  |  |  |  |  |  |  |  |  |  |  |  |  |  |  |
|  |                                           |  |  |  |  |  |  |  |  |  |  |  |  |  |  |  |  |  |  |
|  | Engelbert III de Caríntia                 |  |  |  |  |  |  |  |  |  |  |  |  |  |  |  |  |  |  |
|  |                                           |  |  |  |  |  |  |  |  |  |  |  |  |  |  |  |  |  |  |
|  |                                           |  |  |  |  |  |  |  |  |  |  |  |  |  |  |  |  |  |  |
|  |                                           |  |  |  |  |  |  |  |  |  |  |  |  |  |  |  |  |  |  |
|  |                                           |  |  |  |  |  |  |  |  |  |  |  |  |  |  |  |  |  |  |
|  |                                           |  |  |  |  |  |  |  |  |  |  |  |  |  |  |  |  |  |  |
|  | Matilde de Caríntia                       |  |  |  |  |  |  |  |  |  |  |  |  |  |  |  |  |  |  |
|  |                                           |  |  |  |  |  |  |  |  |  |  |  |  |  |  |  |  |  |  |
|  |                                           |  |  |  |  |  |  |  |  |  |  |  |  |  |  |  |  |  |  |
|  |                                           |  |  |  |  |  |  |  |  |  |  |  |  |  |  |  |  |  |  |
|  |                                           |  |  |  |  |  |  |  |  |  |  |  |  |  |  |  |  |  |  |
|  |                                           |  |  |  |  |  |  |  |  |  |  |  |  |  |  |  |  |  |  |
|  | Utta de Passau von Putten                 |  |  |  |  |  |  |  |  |  |  |  |  |  |  |  |  |  |  |
|  |                                           |  |  |  |  |  |  |  |  |  |  |  |  |  |  |  |  |  |  |
|  |                                           |  |  |  |  |  |  |  |  |  |  |  |  |  |  |  |  |  |  |
|  |                                           |  |  |  |  |  |  |  |  |  |  |  |  |  |  |  |  |  |  |
|  |                                           |  |  |  |  |  |  |  |  |  |  |  |  |  |  |  |  |  |  |
|  |                                           |  |  |  |  |  |  |  |  |  |  |  |  |  |  |  |  |  |  |
|  | 3. Maria de Xampanya (1174-1204)          |  |  |  |  |  |  |  |  |  |  |  |  |  |  |  |  |  |  |
|  |                                           |  |  |  |  |  |  |  |  |  |  |  |  |  |  |  |  |  |  |
|  |                                           |  |  |  |  |  |  |  |  |  |  |  |  |  |  |  |  |  |  |
|  | Felip I de França                         |  |  |  |  |  |  |  |  |  |  |  |  |  |  |  |  |  |  |
|  |                                           |  |  |  |  |  |  |  |  |  |  |  |  |  |  |  |  |  |  |
|  |                                           |  |  |  |  |  |  |  |  |  |  |  |  |  |  |  |  |  |  |
|  | Lluís VI de França                        |  |  |  |  |  |  |  |  |  |  |  |  |  |  |  |  |  |  |
|  |                                           |  |  |  |  |  |  |  |  |  |  |  |  |  |  |  |  |  |  |
|  |                                           |  |  |  |  |  |  |  |  |  |  |  |  |  |  |  |  |  |  |
|  | Berta d'Holanda                           |  |  |  |  |  |  |  |  |  |  |  |  |  |  |  |  |  |  |
|  |                                           |  |  |  |  |  |  |  |  |  |  |  |  |  |  |  |  |  |  |
|  |                                           |  |  |  |  |  |  |  |  |  |  |  |  |  |  |  |  |  |  |
|  | Lluís VII de França                       |  |  |  |  |  |  |  |  |  |  |  |  |  |  |  |  |  |  |
|  |                                           |  |  |  |  |  |  |  |  |  |  |  |  |  |  |  |  |  |  |
|  |                                           |  |  |  |  |  |  |  |  |  |  |  |  |  |  |  |  |  |  |
|  | Humbert II de Savoia                      |  |  |  |  |  |  |  |  |  |  |  |  |  |  |  |  |  |  |
|  |                                           |  |  |  |  |  |  |  |  |  |  |  |  |  |  |  |  |  |  |
|  |                                           |  |  |  |  |  |  |  |  |  |  |  |  |  |  |  |  |  |  |
|  | Adela de Savoia                           |  |  |  |  |  |  |  |  |  |  |  |  |  |  |  |  |  |  |
|  |                                           |  |  |  |  |  |  |  |  |  |  |  |  |  |  |  |  |  |  |
|  |                                           |  |  |  |  |  |  |  |  |  |  |  |  |  |  |  |  |  |  |
|  | Gisela de Borgonya                        |  |  |  |  |  |  |  |  |  |  |  |  |  |  |  |  |  |  |
|  |                                           |  |  |  |  |  |  |  |  |  |  |  |  |  |  |  |  |  |  |
|  |                                           |  |  |  |  |  |  |  |  |  |  |  |  |  |  |  |  |  |  |
|  | Maria de França i d'Aquitània (1145-1198) |  |  |  |  |  |  |  |  |  |  |  |  |  |  |  |  |  |  |
|  |                                           |  |  |  |  |  |  |  |  |  |  |  |  |  |  |  |  |  |  |
|  |                                           |  |  |  |  |  |  |  |  |  |  |  |  |  |  |  |  |  |  |
|  | Guillem IX de Poitiers                    |  |  |  |  |  |  |  |  |  |  |  |  |  |  |  |  |  |  |
|  |                                           |  |  |  |  |  |  |  |  |  |  |  |  |  |  |  |  |  |  |
|  |                                           |  |  |  |  |  |  |  |  |  |  |  |  |  |  |  |  |  |  |
|  | Guillem X de Poitiers                     |  |  |  |  |  |  |  |  |  |  |  |  |  |  |  |  |  |  |
|  |                                           |  |  |  |  |  |  |  |  |  |  |  |  |  |  |  |  |  |  |
|  |                                           |  |  |  |  |  |  |  |  |  |  |  |  |  |  |  |  |  |  |
|  | Felipa de Tolosa                          |  |  |  |  |  |  |  |  |  |  |  |  |  |  |  |  |  |  |
|  |                                           |  |  |  |  |  |  |  |  |  |  |  |  |  |  |  |  |  |  |
|  |                                           |  |  |  |  |  |  |  |  |  |  |  |  |  |  |  |  |  |  |
|  | Elionor d'Aquitània                       |  |  |  |  |  |  |  |  |  |  |  |  |  |  |  |  |  |  |
|  |                                           |  |  |  |  |  |  |  |  |  |  |  |  |  |  |  |  |  |  |
|  |                                           |  |  |  |  |  |  |  |  |  |  |  |  |  |  |  |  |  |  |
|  | Aimeric I de Châtellerault                |  |  |  |  |  |  |  |  |  |  |  |  |  |  |  |  |  |  |
|  |                                           |  |  |  |  |  |  |  |  |  |  |  |  |  |  |  |  |  |  |
|  |                                           |  |  |  |  |  |  |  |  |  |  |  |  |  |  |  |  |  |  |
|  | Aenor de Châtellerault                    |  |  |  |  |  |  |  |  |  |  |  |  |  |  |  |  |  |  |
|  |                                           |  |  |  |  |  |  |  |  |  |  |  |  |  |  |  |  |  |  |
|  |                                           |  |  |  |  |  |  |  |  |  |  |  |  |  |  |  |  |  |  |
|  | Dangerosa de L'Isle Bouchard              |  |  |  |  |  |  |  |  |  |  |  |  |  |  |  |  |  |  |
|  |                                           |  |  |  |  |  |  |  |  |  |  |  |  |  |  |  |  |  |  |
|  |                                           |  |  |  |  |  |  |  |  |  |  |  |  |  |  |  |  |  |  |